# Danske-eilanden
De Danske-eilanden (Deens: Danske Øer, vertaald Deense Eilanden) zijn een onbewoonde eilandengroep in het noordoosten van Groenland in de Groenlandzee. Administratief behoren ze tot het Nationaal park Noordoost-Groenland.

## Naamconflict
Deze eilandengroep kreeg van John Haller een naam tijdens de expeditie van 1956-1958 naar Oost-Groenland onder leiding van Lauge Koch, als eerbetoon aan het werk van de expeditie naar Denemarken van 1906-1908.
Eerder had in 1905 de hertog van Orléans de naam Îles Françaises gegeven aan een eilandengroep verder naar het noorden, ongeveer in de buurt van de positie van de huidige Franske-eilanden. Een paar jaar later had de expeditie van Denemarken van 1906-1908 de naam "Franske-eilanden" naar die positie, wat overeenkomt met de meest noordelijke eilanden die de hertog van Orléans had kunnen zien.
Een aantal kaarten, zoals onder andere de World Aeronautical Charts van 1952, behouden de verouderde namen voor de verder naar het zuiden gelegen eilandengroep: Franske Islands of Îles Françaises.

## Geografie
De Danske-eilanden liggen voor het zuidelijke deel van de Jøkelbugten, ten noordwesten van het eiland Île-de-France. De Franske-eilanden liggen naar het noorden en Gamma Ø in het zuidwesten.
Storøen is een van de grootste eilanden van de groep. Konijnenoreneiland is een bekend eiland vanwege zijn vorm.